# Bánovce nad Ondavou
Bánovce nad Ondavou (Hongaars: Bánóc) is een Slowaakse gemeente in de regio Košice, en maakt deel uit van het district Michalovce.
Bánovce nad Ondavou telt 711 inwoners.